# Tidemann Lemberg
Tidemann Lemberg (* um 1310 in Dortmund; † 1386 in Köln) war ein Kaufmann und Patrizier, der der Freien Reichsstadt und Hansestadt Dortmund entstammte. Er wurde geboren in Lücklemberg, einem südlichen Stadtteil von Dortmund im Stadtbezirk Hombruch. Der Ortsname leitet sich von den beiden Bauerschaften Lück und Lemberg ab.
Lembergs Vater Dietrich war am Wollhandel mit England beteiligt. Tidemann Lemberg handelte in London im Rahmen der Niederlassung der Hanse in London mit Wolle und Zinn. Er wurde Verwalter des königlichen Zollsiegels und kontrollierte ab 1347, als Gegenleistung für einen Kredit über 3000 Pfund, zeitweise alle Einkünfte der Zinngruben in Cornwall und damit den gesamten, zu der Zeit sehr bedeutenden, englischen Zinnhandel und Zinnexport. Seine Schwester war verheiratet mit Dietrich Overberg, Bürgermeister in Dortmund.
Als Geldgeber des englischen Königs Eduard III. stand er ab 1340 an der Spitze eines Gläubigerkonsortiums von 13 westfälischen Kaufleuten, die als Sicherheit gegen 18 000 Pfund Darlehen die gesamte englische Wollausfuhr kontrollierten. Später war er Eduards Chefunterhändler, um die Große Königskrone auszulösen, die sich zum Pfand beim Erzbischof von Trier befand. 1344 löste sich das Gläubiger-Konsortium auf. 1354 übersiedelte Tidemann Lemberg von London nach Köln, wo er den Rest seines Lebens verbrachte.
Tidemann Lemberg agierte europaweit: Er vergab Kredite an den Papst in Avignon, er belieferte die englische Festung Bordeaux mit Lebensmitteln. Lemberg galt einerseits als skrupellos und gewinnsüchtig, machte aber andererseits, so wie die Kölner Patrizierfamilien Scherffgin, Lyskirchen und Overstolz, den Kartäuserorden große Schenkungen. Deren Kirche in Köln war der heiligen Barbara, der Schutzpatronin der Bergleute, geweiht. Tidemann Lemberg starb 1387 kinderlos in Köln. Beigesetzt wurde er in einem zinnernen Sarkophag.